# Shekhar Mehta
Shekhar Mehta (Lugazi, 20 giugno 1945 – Londra, 12 aprile 2006) è stato un pilota di rally keniota specialista del Safari Rally, corsa che ha vinto per cinque volte (record assoluto) di cui quattro consecutive.

## Biografia
In carriera Mehta disputò tre gare del mondiale rally con la scuderia italiana Lancia. Ingaggiato dopo il suo primo successo al Safari Rally del 1973, fu 11º l'anno successivo ancora al Safari Rally su Lancia Fulvia e 4º al Rally di Sanremo su Lancia Beta Coupé, mentre, sempre su Lancia Beta Coupé, incorse in un ritiro al Safari Rally del 1975.
Dopo la carriera sportiva è rimasto nell'ambiente dei rally con mansioni dirigenziali, fino alla sua prematura scomparsa avvenuta, per epatite, nel 2006, all'età di 60 anni.

## Palmarès
Campionato del mondo rally
- Miglior piazzamento in classifica generale: 5º posto 1981
- 5 vittorie (Safari Rally del 1973, 1979, 1980, 1981 e 1982)

Gare vinte
| # | Rally            | Stagione | Navigatore   | Auto             |
| - | ---------------- | -------- | ------------ | ---------------- |
| 1 | 21º Safari Rally | 1973     | Lofty Drews  | Datsun 240Z      |
| 2 | 27º Safari Rally | 1979     | Mike Doughty | Datsun 160J      |
| 3 | 28º Safari Rally | 1980     | Mike Doughty | Datsun 160J      |
| 4 | 29º Safari Rally | 1981     | Mike Doughty | Nissan Violet GT |
| 5 | 30º Safari Rally | 1982     | Mike Doughty | Nissan Violet GT |

## Risultati nel mondiale rally

### ICM
- 1970 - Datsun 1600 SSS - Ritirato al Safari Rally
- 1971 - Nissan Motor Co. Ltd; Nissan Europe Rally Team - Datsun 240Z - 2° al Safari Rally, 19° al Rally di Gran Bretagna
- 1972 - Nissan Motor Co. Ltd; Sears Roebuck Ltd - Datsun 240Z - 10° al Safari Rally, 6° al Rally dell'Acropoli, ritirato al Rally di Gran Bretagna

### WRC
| 1973 | Scuderia                       | Vettura                  |  |  |  |   |     |  |  |     |  |  |  |    |  |  |  |  | Punti | Pos. |
| ---- | ------------------------------ | ------------------------ |  |  |  | - | --- |  |  | --- |  |  |  | -- |  |  |  |  | ----- | ---- |
| 1973 | Nissan Motor Co. Ltd Datsun UK | Datsun 240Z Datsun Sunny |  |  |  | 1 | Rit |  |  | Rit |  |  |  | 37 |  |  |  |  |       |      |

| 1974 | Scuderia        | Vettura                                      |  |    |  |   |  |  |  |  |  |  |  |  |  |  |  |  | Punti | Pos. |
| ---- | --------------- | -------------------------------------------- |  | -- |  | - |  |  |  |  |  |  |  |  |  |  |  |  | ----- | ---- |
| 1974 | Lancia Marlboro | Lancia Fulvia 1.6 Coupé HF Lancia Beta Coupé |  | 11 |  | 4 |  |  |  |  |  |  |  |  |  |  |  |  |       |      |

| 1975 | Scuderia | Vettura                                          |  |  |     |  |   |   |  |  |  |  |  |  |  |  |  |  | Punti | Pos. |
| ---- | -------- | ------------------------------------------------ |  |  | --- |  | - | - |  |  |  |  |  |  |  |  |  |  | ----- | ---- |
| 1975 |          | Lancia Beta Coupé Datsun 160J Datsun Violet 160J |  |  | Rit |  | 6 | 7 |  |  |  |  |  |  |  |  |  |  |       |      |

| 1976 | Scuderia          | Vettura     |  |  |  |     |   |  |  |  |  |  |  |  |  |  |  |  | Punti | Pos. |
| ---- | ----------------- | ----------- |  |  |  | --- | - |  |  |  |  |  |  |  |  |  |  |  | ----- | ---- |
| 1976 | N.I. Theocharakis | Datsun 160J |  |  |  | Rit | 3 |  |  |  |  |  |  |  |  |  |  |  |       |      |

| 1977 | Scuderia                   | Vettura     |  |  |  |     |  |  |  |  |  |  |  |  |  |  |  |  | Punti | Pos. |
| ---- | -------------------------- | ----------- |  |  |  | --- |  |  |  |  |  |  |  |  |  |  |  |  | ----- | ---- |
| 1977 | D.T. Dobie & Co. (EA) Ltd. | Datsun 160J |  |  |  | Rit |  |  |  |  |  |  |  |  |  |  |  |  |       |      |

| 1978 | Scuderia                                          | Vettura                       |  |  |     |  |   |  |  |  |     |  |  |  |  |  |  |  | Punti | Pos. |
| ---- | ------------------------------------------------- | ----------------------------- |  |  | --- |  | - |  |  |  | --- |  |  |  |  |  |  |  | ----- | ---- |
| 1978 | D.T. Dobie & Co. (EA) Ltd. Opel Euro Händler Team | Datsun 160J Opel Ascona i2000 |  |  | Rit |  | 3 |  |  |  | Rit |  |  |  |  |  |  |  |       |      |

| 1979 | Scuderia                 | Vettura     |  |  |  |   |  |  |  |  |  |  |  |  |  |  |  |  | Punti | Pos. |
| ---- | ------------------------ | ----------- |  |  |  | - |  |  |  |  |  |  |  |  |  |  |  |  | ----- | ---- |
| 1979 | D.T. Dobie / Team Datsun | Datsun 160J |  |  |  | 1 |  |  |  |  |  |  |  |  |  |  |  |  | 20    | 10º  |

| 1980 | Scuderia                                                                 | Vettura                     |  |  |  |   |     |   |  |  |  |  |  |     |  |  |  |  | Punti | Pos. |
| ---- | ------------------------------------------------------------------------ | --------------------------- |  |  |  | - | --- | - |  |  |  |  |  | --- |  |  |  |  | ----- | ---- |
| 1980 | D.T. Dobie / Team Datsun Opel Euro Händler Team Nissan Motors Comafrique | Datsun 160J Opel Ascona 400 |  |  |  | 1 | Rit | 4 |  |  |  |  |  | Rit |  |  |  |  | 30    | 9º   |

| 1981 | Scuderia                                                          | Vettura                      |  |  |  |   |  |   |   |     |  |  |   |  |  |  |  |  | Punti | Pos. |
| ---- | ----------------------------------------------------------------- | ---------------------------- |  |  |  | - |  | - | - | --- |  |  | - |  |  |  |  |  | ----- | ---- |
| 1981 | D.T. Dobie / Team Datsun N.I. Theocharakis Ma. Ma. Sa. Comafrique | Datsun Violet GT Datsun 160J |  |  |  | 1 |  | 5 | 2 | Rit |  |  | 3 |  |  |  |  |  | 55    | 5º   |

| 1982 | Scuderia                                               | Vettura          |  |  |  |   |  |   |     |     |  |  |  |  |  |  |  |  | Punti | Pos. |
| ---- | ------------------------------------------------------ | ---------------- |  |  |  | - |  | - | --- | --- |  |  |  |  |  |  |  |  | ----- | ---- |
| 1982 | D.T. Dobie & Co N.I. Theocharakis Nissan Motor Co. Ltd | Nissan Violet GT |  |  |  | 1 |  | 4 | Rit | Rit |  |  |  |  |  |  |  |  | 30    | 8º   |

| 1983 | Scuderia                                                        | Vettura                      |  |  |  |     |  |   |   |   |  |  |  |  |  |  |  |  | Punti | Pos. |
| ---- | --------------------------------------------------------------- | ---------------------------- |  |  |  | --- |  | - | - | - |  |  |  |  |  |  |  |  | ----- | ---- |
| 1983 | D.T. Dobie & Co N.I. Theocharakis Dealer Team Nissan Audi Sport | Nissan 240RS Audi Quattro A2 |  |  |  | Rit |  | 6 | 4 | 4 |  |  |  |  |  |  |  |  | 26    | 9º   |

| 1984 | Scuderia                                             | Vettura                        |    |  |  |   |  |   |  |  |  |  |   |   |  |  |  |  | Punti | Pos. |
| ---- | ---------------------------------------------------- | ------------------------------ | -- |  |  | - |  | - |  |  |  |  | - | - |  |  |  |  | ----- | ---- |
| 1984 | D.T. Dobie & Co N.I. Theocharakis Team Nissan Europe | Subaru Leone 1800 Nissan 240RS | 14 |  |  | 5 |  | 7 |  |  |  |  | 3 | 8 |  |  |  |  | 27    | 9º   |

| 1985 | Scuderia                           | Vettura      |  |  |  |     |  |   |     |   |  |  |  |  |  |  |  |  | Punti | Pos. |
| ---- | ---------------------------------- | ------------ |  |  |  | --- |  | - | --- | - |  |  |  |  |  |  |  |  | ----- | ---- |
| 1985 | D.T. Dobie & Co Nissan New Zealand | Nissan 240RS |  |  |  | Rit |  | 4 | Rit | 4 |  |  |  |  |  |  |  |  | 20    | 14º  |

| 1986 | Scuderia             | Vettura                 |  |  |  |   |  |  |  |  |  |  |  |  |  |  |  |  | Punti | Pos. |
| ---- | -------------------- | ----------------------- |  |  |  | - |  |  |  |  |  |  |  |  |  |  |  |  | ----- | ---- |
| 1986 | Peugeot Talbot Sport | Peugeot 205 Turbo 16 E2 |  |  |  | 8 |  |  |  |  |  |  |  |  |  |  |  |  | 3     | 49º  |

| 1987 | Scuderia                         | Vettura      |  |  |  |     |  |     |   |  |  |  |   |  |  |  |  |  | Punti | Pos. |
| ---- | -------------------------------- | ------------ |  |  |  | --- |  | --- | - |  |  |  | - |  |  |  |  |  | ----- | ---- |
| 1987 | Nissan Motorsports International | Nissan 200SX |  |  |  | Rit |  | Rit | 8 |  |  |  | 2 |  |  |  |  |  | 18    | 18º  |

| Legenda | 1º posto | 2º posto | 3º posto | A punti | Senza punti | Ritirato | Squalificato | NP=Non partito C=Gara cancellata | Apice=Power stage |